# United Artists Records

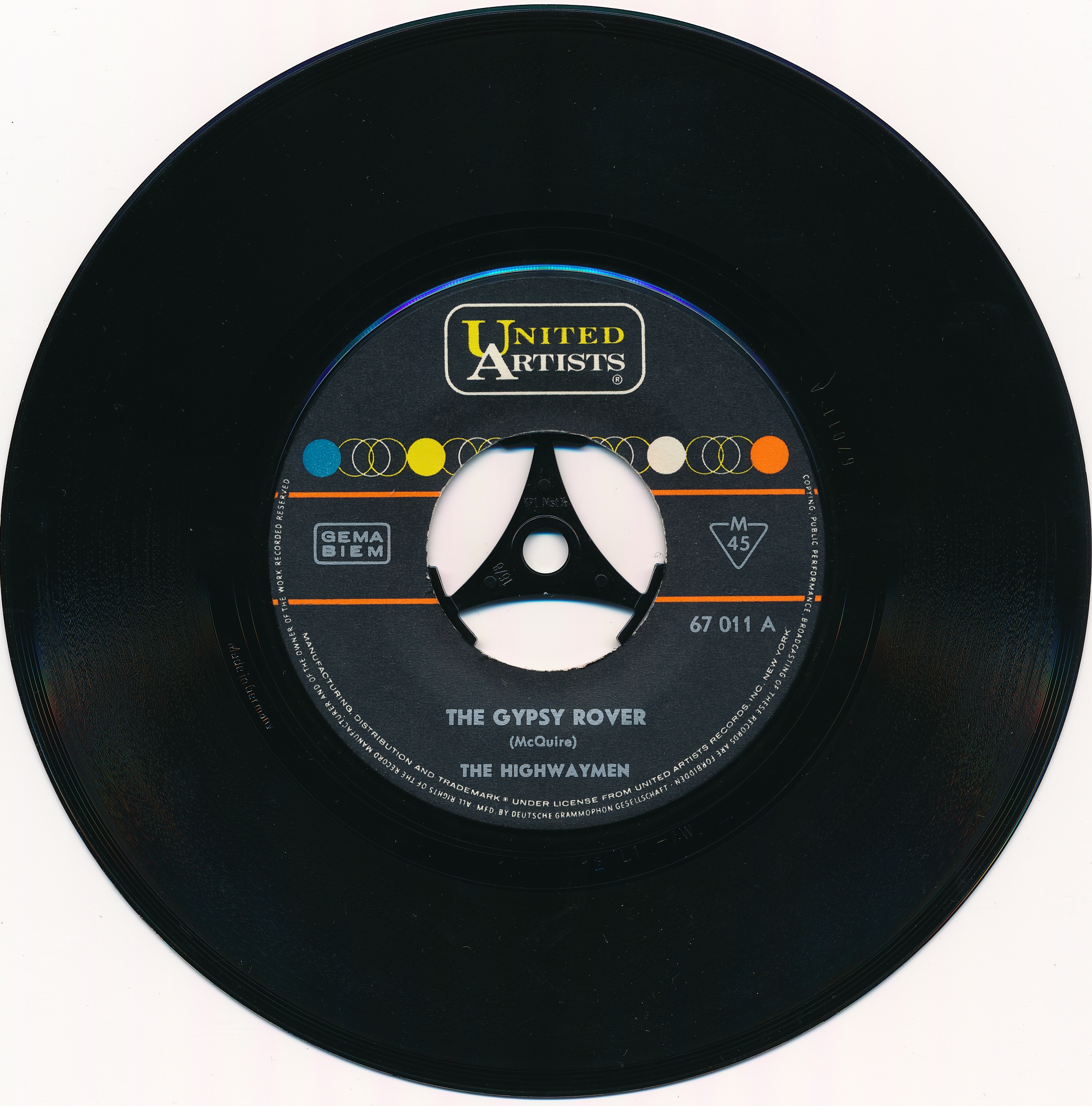
Single-Schallplatte von United Artists Records

United Artists Records war ein US-amerikanisches Plattenlabel. Es wurde von United Artists gegründet, um vor allem deren Soundtracks zu veröffentlichen.
Die populärsten Veröffentlichungen waren die Soundtracks der James-Bond- und Beatles-Filme und die des Sängers Kenny Rogers.
1969 kaufte United Artists Records das Plattenlabel Liberty Records und deren Tochter Imperial Records. In den folgenden Jahren hatte das Plattenlabel Erfolge mit den Künstlern Peter Sarstedt, Shirley Bassey und Hawkwind.
Nachdem United Artists Records Mediarts Records aufkaufte, gehörten folgende Interpreten zum Repertoire: Don McLean, Paul Anka, Bill Conti, Whitesnake und Gerry Rafferty.
Durch eine Vertriebsvereinbarung mit dem Label Jet Records wurden die Platten der Künstler Electric Light Orchestra, Dr. Feelgood, The Buzzcocks und The Stranglers von United Artists Records veröffentlicht.
Im Februar 1979 kaufte EMI United Artists Records. Diese wurde in die weltweiten Aktivitäten der EMI integriert. Der Name des Plattenlabels ging an United Artists zurück.